# 천-사이먼스 이론
이론물리학에서 천-사이먼스 이론([陳]-Simons理論, 영어: Chern–Simons theory)은 3차 천-사이먼스 형식을 작용으로 갖는 3차원 시바르츠형 위상 양자장론이다. 끈 이론과 응집물질물리학, 매듭 이론에서 쓰인다. 천-사이먼스 이론은 미분기하학에서  천-사이먼스 형식을 도입한 두 수학자 천싱선과 제임스 해리스 사이먼스의 이름에서 유래했다.

## 천-사이먼스 범함수
다음이 주어졌다고 하자.
- 유향 콤팩트 3차원 매끄러운 다양체 {\displaystyle M}
- 연결 단일 연결 콤팩트 단순 리 군 {\displaystyle G}. 그 실수 리 대수를 {\displaystyle {\mathfrak {lie}}(G)={\mathfrak {g}}}라고 하자.
- {\displaystyle G}-매끄러운 주다발 {\displaystyle P}. {\displaystyle M}이 3차원 이하이며, {\displaystyle G}가 연결 단일 연결이므로, {\displaystyle P}는 항상 자명한 올다발이다. (그러나 {\displaystyle P}의 자명화는 일반적으로 표준적으로 주어지지 않는다.)

{\displaystyle P} 위의 주접속의 공간을
{\displaystyle \operatorname {Conn} (P)}
라고 하자. 이는 {\displaystyle {\mathfrak {g}}\otimes \Omega ^{1}(M)}과 동형인 아핀 공간이다. ({\displaystyle P}의 단면을 고른다면 이는 벡터 공간이 된다.) 이 위에는 게이지 변환군 {\displaystyle {\mathcal {G}}={\mathcal {C}}^{\infty }(M,G)}이 다음과 같은 오른쪽 작용을 갖는다.
{\displaystyle A\cdot g=\operatorname {Ad} (g^{-1})A+g^{-1}\mathrm {d} g}
이에 대한 몫공간
{\displaystyle {\mathcal {A}}(M,G)={\frac {\Omega ^{1}(M;{\mathfrak {g}})}{{\mathcal {C}}^{\infty }(M,G)}}}
을 정의할 수 있다.
천-사이먼스 범함수(-汎函數, 영어: Chern–Simons functional)는 다음과 같은 함수이다.
{\displaystyle \exp(2\pi \mathrm {i} S)\colon {\mathcal {A}}(M,G)\to \operatorname {U} (1)}
이는 구체적으로 다음과 같이 정의된다. 우선,
{\displaystyle A\in \operatorname {Conn} (P)}
가 주어졌을 때, 다음을 고르자.
- {\displaystyle M}에서 공집합으로 가는 보충 경계 {\displaystyle {\tilde {M}}}. 즉, {\displaystyle {\tilde {M}}}은 유향 4차원 경계다양체이며, {\displaystyle \partial {\tilde {M}}=M}이다. (이러한 {\displaystyle {\tilde {M}}}은 항상 존재한다.)
- {\displaystyle \partial {\tilde {M}}}의 근방 {\displaystyle U} 및 미분 동형 {\displaystyle U\cong M\times [0,1)}
- 매끄러운 단면 {\displaystyle s\in \Gamma (P)}. 이는 표준적으로 동형 사상 {\displaystyle \operatorname {Conn} (P)\cong \Omega ^{1}(M;{\mathfrak {g}})}를 정의한다. 즉, 아핀 공간의 원점을 정의하여 벡터 공간으로 만든다. 따라서 {\displaystyle A\in \Omega ^{1}(M;{\mathfrak {g}})}로 간주할 수 있다.
- 표준적 사영 함수 {\displaystyle \pi \colon U\cong M\times [0,1)\to M}에 대하여, {\displaystyle {\tilde {A}}\upharpoonright U=\pi ^{*}A\in \Omega ^{1}(U;{\mathfrak {g}})}가 되는 {\displaystyle {\tilde {A}}\in \Omega ^{1}({\tilde {M}};{\mathfrak {g}})}

그렇다면, 다음을 정의하자.
{\displaystyle S(A)={\frac {1}{2}}\int _{\tilde {M}}\operatorname {tr} \left({\frac {F}{2\pi }}\wedge {\frac {F}{2\pi }}\right)}
이 값은 {\displaystyle ({\tilde {M}},U,{\tilde {A}})}의 선택에 대하여 불변이다.
사실, 구체적으로
{\displaystyle F^{2}=\mathrm {d} \operatorname {CS} [{\tilde {A}}]}
가 되는 3차 미분 형식 {\displaystyle \operatorname {CS} [{\tilde {A}}]\in \Omega ^{1}({\tilde {M}};{\mathfrak {g}})}가 존재하며, 이를 천-사이먼스 형식이라고 한다. {\displaystyle {\mathfrak {g}}}의 임의의 충실한 행렬 표현에서 이는 다음과 같다.
{\displaystyle \operatorname {CS} [A]=\operatorname {tr} \left(F\wedge A-{\frac {1}{3}}A\wedge A\wedge A\right)}
스토크스 정리에 따라서
{\displaystyle S={\frac {1}{2(2\pi )^{2}}}\int _{M}\operatorname {CS} [A]}
이다.
{\displaystyle S}는 일반적으로 주다발 매끄러운 단면 {\displaystyle s\in \Gamma (P)}의 선택에 의존한다. 주다발의 정의에 의하여, {\displaystyle \Gamma (P)}는 게이지 변환군 {\displaystyle {\mathcal {C}}^{\infty }(M,G)}의 주동차 공간(영어: principal homogeneous space, torsor)이다. 즉, 임의의
{\displaystyle s,s'\in \Gamma (P)}
에 대하여 항상
{\displaystyle s'=sg}
인 게이지 변환 {\displaystyle g\in {\mathcal {C}}^{\infty }(M,G)}가 존재한다. {\displaystyle s}에 게이지 변환을 가하는 것은 {\displaystyle A\in \Omega ^{1}(M;{\mathfrak {g}})}에 게이지 변환을 가하는 것과 동치이다.
이 경우, {\displaystyle S}는 다음과 같이 변환한다.
{\displaystyle S[A\cdot g]=S[A]+\deg g}
여기서 {\displaystyle \deg g\in \mathbb {Z} }는 다음과 같다. 우선,
{\displaystyle \operatorname {H} ^{3}(G;\mathbb {Z} )\cong \mathbb {Z} }
이다. 그 생성원의 하나를 {\displaystyle \alpha }라고 하자. 그렇다면
{\displaystyle \deg g=\int _{M}g^{*}\alpha \in \mathbb {Z} }
가 된다. ({\displaystyle \pm \alpha } 가운데 하나의 생성원의 선택은 표준적으로 주어진다. 단순 리 군의 경우 원점에서 구조 상수로 주어지는 왼쪽 불변 3차 미분 형식이 존재하며, 이 미분 형식의 양수배로 주어지는 생성원을 고르면 된다.)
따라서, {\displaystyle S}는 {\displaystyle {\mathcal {A}}=\Omega ^{1}(M;{\mathfrak {g}})/{\mathcal {C}}^{\infty }(M,G)} 위에 잘 정의되지 않는다. 그러나
{\displaystyle \exp(2\pi \mathrm {i} S)\colon {\mathcal {A}}\to \operatorname {U} (1)}
은 잘 정의된다. 사실, {\displaystyle {\mathcal {A}}}의 범피복 공간
{\displaystyle {\tilde {\mathcal {A}}}\cong {\frac {\Omega ^{1}(M;{\mathfrak {g}})}{{\mathcal {C}}^{\infty }(M,G)_{1}}}}
{\displaystyle {\mathcal {A}}\cong {\tilde {\mathcal {A}}}/\mathbb {Z} }
를 취하자. 여기서 {\displaystyle {\mathcal {C}}^{\infty }(M,G)_{1}\leq {\mathcal {C}}^{\infty }(M,G)}은 상수 함수와 호모토픽한 원소들로 구성된 부분군(즉, 항등원을 포함하는 연결 성분)이다. 그렇다면 {\displaystyle S}는 {\displaystyle {\tilde {\mathcal {A}}}} 위에 잘 정의된다.

## 고전적 천-사이먼스 이론
천-사이먼스 범함수를 작용으로 하는 고전 장론을 고전적 천-사이먼스 이론(영어: classical Chern–Simons theory)이라고 한다. 이 경우, 오일러-라그랑주 방정식의 해는 천-사이먼스 범함수의 변분이 0이 되게 하는 주접속이다. 즉, 아핀 공간 위의 범함수
{\displaystyle S\colon \Omega ^{1}(M;{\mathfrak {g}})\to \mathbb {R} }
의 임계점
{\displaystyle {\frac {\delta S[A]}{\delta A}}=0}
인 것이다. 이 경우
{\displaystyle {\frac {\delta S[A]}{\delta A}}\propto \int _{M}F[A]\wedge \delta A}
이므로, 이 조건은 {\displaystyle F[A]=0}인 것과 동치이다. 즉, 고전적 천-사이먼스 이론의 해는 평탄 주접속이다. (이 조건은 게이지 변환의 작용에 대하여 불변이다.)

### 해밀턴 역학
천-사이먼스 이론은 해밀턴 역학으로도 묘사할 수 있으며, 이는 이후 기하학적 양자화에 용이하다. 이를 위하여, 시공간 {\displaystyle M}이 시간과 공간의 곱공간, 즉
{\displaystyle M=\Sigma \times \mathbb {R} }
의 꼴이라고 하자. 여기서 {\displaystyle \Sigma }는 유향 콤팩트 곡면이다. (아직 여기에 복소구조 등은 존재하지 않는다.)
{\displaystyle M}의 꼴로 인하여, {\displaystyle A=(A_{0},A_{1},A_{2})}에 대하여 다음과 같은 게이지 고정 조건(바일 게이지 영어: Weyl gauge)을 가할 수 있다.
{\displaystyle A_{0}=0}
천-사이먼스 형식의 두 항
{\displaystyle \operatorname {tr} (A\wedge \mathrm {d} A)}
{\displaystyle \operatorname {tr} (A\wedge A\wedge A)\propto f_{abc}A_{0}^{a}A_{1}^{b}A_{2}^{c}}
가운데, 둘째 항은 항상 {\displaystyle A_{0}}을 포함하므로 0이 되며, 첫 항의 경우 오직
{\displaystyle A_{1}\partial _{0}A_{2}-A_{2}\partial _{0}A_{1}}
만이 살아남는다. 즉, 이 게이지에서 작용은 다음과 같다.
{\displaystyle S={\frac {k}{8\pi }}\int _{0}^{1}\mathrm {d} t\int _{\Sigma }\mathrm {d} ^{2}x\,\epsilon ^{ij}\operatorname {Tr} A_{i}{\dot {A}}_{j}}
여기서 {\displaystyle i,j=1,2}이며, {\displaystyle \Sigma } 위의 부피 형식 {\displaystyle \epsilon ^{ij}}을 임의로 골랐다. {\displaystyle \Sigma }가 2차원이므로, 이는 심플렉틱 다양체의 구조와 같다.
이 게이지에서 운동 방정식은 자명하다.
{\displaystyle {\dot {A}}_{i}=0}
또한, 게이지 고정 조건에 의한 다음과 같은 제약 조건이 존재한다.:367
{\displaystyle F_{ij}=0}
따라서, 고전적으로 위상 공간은 {\displaystyle \Sigma } 위의 {\displaystyle G}-평탄 주접속들(의 게이지 변환에 대한 동치류들)의 모듈라이 공간 {\displaystyle {\mathcal {M}}(\Sigma ,G)}이다.
평탄 주접속은 홀로노미
{\displaystyle \pi _{1}(\Sigma )\to G}
에 의하여 완전히 분류된다. 여기서 {\displaystyle \pi _{1}(-)}은 (임의의 밑점에 대한) 곡면의 기본군이다. 이 위에는 {\displaystyle G}가 게이지 변환으로 작용하므로, 모듈라이 공간은
{\displaystyle {\mathcal {M}}={\frac {\hom _{\operatorname {Grp} }(\pi _{1}(\Sigma ),G)}{G}}}
이다. 이는 일반적으로 오비폴드를 이룬다. {\displaystyle \Sigma }의 심플렉틱 다양체 구조(부피 형식)로부터, {\displaystyle {\mathcal {M}}}은 (오비폴드 특이점을 무시하면) 심플렉틱 다양체 구조를 갖는다.
특히, 만약 {\displaystyle \Sigma =\mathbb {S} ^{2}}가 2차원 구일 경우, {\displaystyle \pi _{1}(\mathbb {S} ^{2})=1}(자명군)이므로 {\displaystyle {\mathcal {M}}} 역시 한원소 공간이다. 반면, 만약 {\displaystyle M=\mathbb {T} ^{2}}(원환면)인 경우,
{\displaystyle \pi _{1}(\mathbb {T} ^{2})=\mathbb {Z} \times \mathbb {Z} }
이므로
{\displaystyle {\mathcal {M}}(\mathbb {T} ^{2},G)={\frac {T\times T}{\operatorname {Weyl} (G)}}}
이다. 여기서 {\displaystyle T}는 {\displaystyle G}의 임의의 극대 원환면이며, {\displaystyle \operatorname {Weyl} (G)}는 그 위에 작용하는 바일 군이다.

## 양자 천-사이먼스 이론
천-사이먼스 이론은 기하학적 양자화를 통해 양자화할 수 있다. 양자장론은 일반적으로 경로 적분으로 정의되는데, 이 경우 다음과 같은 꼴이 된다.
{\displaystyle Z=\int _{\operatorname {Conn} P}\mathrm {D} A\exp(2\pi \mathrm {i} kS[A])}
여기서 경로 적분이 잘 정의되기 위하여 {\displaystyle k}는 정수이어야 하며, 이를 (양자) 천-사이먼스 이론의 준위(영어: level 레벨[*])라고 한다. 이 경우, {\displaystyle k=0}인 경우는 자명한 이론을 얻으며, {\displaystyle k\mapsto -k}는 매끄러운 다양체 {\displaystyle M}의 방향을 뒤집는 것에 해당한다. 즉, 일반성을 잃지 않고 {\displaystyle k}를 양의 정수로 놓을 수 있다.
3차원 다양체 {\displaystyle \Sigma \times [0,1]}을 생각하자. 위상 양자장론의 공리계에 따라서, {\displaystyle \Sigma }에 대응하는 복소수 힐베르트 공간 {\displaystyle {\mathcal {H}}(\Sigma )}이 존재하여야 한다. 기하학적 양자화를 가하려면, {\displaystyle {\mathcal {M}}} 위에 켈러 다양체의 구조가 존재해야 한다.
평탄 주접속의 모듈라이 공간 {\displaystyle {\mathcal {M}}}은 자연스럽게 심플렉틱 구조를 가진다. 만약 {\displaystyle \Sigma }에 임의의 복소구조 {\displaystyle J}를 가하면, 이에 따라 {\displaystyle {\mathcal {M}}}은 켈러 구조를 가지게 된다. 따라서, 켈러 구조의 기하학적 양자화를 사용할 수 있다. {\displaystyle {\mathcal {M}}}에 준양자 구조 {\displaystyle L}을 가하면, 그 힐베르트 공간은
{\displaystyle {\mathcal {H}}_{J}=H^{0}(M;L)}
이다. 보다 일반적으로, 준위가 {\displaystyle k}인 경우, 힐베르트 공간은
{\displaystyle {\mathcal {H}}_{J}(\Sigma )=H^{0}({\mathcal {M}}(\Sigma );L^{\otimes k})}
가 된다.:369
힐베르트 공간 {\displaystyle {\mathcal {H}}_{J}}는 {\displaystyle \Sigma }의 복소구조 {\displaystyle J}에 의존하며, 따라서 {\displaystyle \Sigma }의 복소구조의 모듈라이 공간(타이히뮐러 공간 {\displaystyle T_{\Sigma }}) 위의 벡터 다발을 이룬다.
천-사이먼스 이론이 위상 양자장론을 이루려면 상태 공간은 복소구조에 의존할 수 없다. 그러나 벡터 다발 {\displaystyle {\mathcal {H}}}은 사영적으로 평탄한 주접속(projectively flat connection)을 지녀서, 사영 힐베르트 공간 {\displaystyle P({\mathcal {H}})}는 복소구조에 의존하지 않는 것을 보일 수 있다.
천-사이먼스 이론의 힐베르트 공간은 같은 리 군의 베스-추미노-위튼 모형의 등각 블록의 공간과 표준적으로 동형이다. 예를 들어, 만약 {\displaystyle \Sigma }가 리만 구라면, 천-사이먼스 이론의 힐베르트 공간은 (한원소 공간의 양자화이므로) 1차원이다. 종수 0의 타이히뮐러 공간은 자명하므로 이 경우 복소구조에 의존하지 않음은 자명하다.
만약 {\displaystyle \Sigma }가 원환면이라면, 천-사이먼스 이론의 힐베르트 공간은 아핀 리 대수의, 무게 {\displaystyle k}의 적분 가능 표현들의 공간이다. 천-사이먼스 이론에서, 윌슨 고리를 삽입한 경우의 힐베르트 공간은 베스-추미노-위튼 모형에서 중간에 진공(항등 함수)이 아닌 자명하지 않은 상태를 삽입한 등각 블록에 대응한다.

### 준위의 재규격화
양자화를 가하면, 천-사이먼스 이론의 준위 {\displaystyle k}가 바뀌게 된다. 즉, 게이지 군이 {\displaystyle G}이고, 고전적으로 준위가 {\displaystyle k}인 천-사이먼스 이론을 양자화하면, 측도의 게이지 변환 성질에 의하여 유효 천-사이먼스 준위가
{\displaystyle k'=k+h^{\vee }(G)}
가 된다. 여기서 {\displaystyle h^{\vee }(G)}는 {\displaystyle G}의 이중 콕서터 수이다.
다음과 같은 이론들을 생각하자.
- 게이지 군이 {\displaystyle G}인 3차원 {\displaystyle {\mathcal {N}}=0,1,2,3} 양-밀스 이론에, 준위 {\displaystyle k}의 (초대칭) 천-사이먼스 항을 추가

이는 물론 위상 양자장론이 아니며, 오직 {\displaystyle {\mathcal {N}}\leq 3}만이 가능하다.:§5 이 경우, 초대칭의 수 {\displaystyle {\mathcal {N}}}에 따라 준위의 재규격화가 달라진다. {\displaystyle {\mathcal {N}}=1} (두 개의 초전하, 하나의 마요라나 페르미온)인 경우, 준위의 재규격화는 이중 콕서터 수의 절반이다. 이 경우 양자화 조건은 재규격화된 준위가 정수라는 것이다.
{\displaystyle k'=k+h^{\vee }(G)/2\in \mathbb {Z} }
따라서, 이중 콕서터 수가 홀수인 경우에는 고전적 준위 {\displaystyle k}가 반정수가 된다. {\displaystyle {\mathcal {N}}=2,3}인 경우 재규격화가 없다.
| 초대칭 수 {\displaystyle {\mathcal {N}}} | 준위의 변화                         |
| ---------------------------------------- | ----------------------------------- |
| {\displaystyle {\mathcal {N}}=0}         | {\displaystyle k'=k+h^{\vee }(G)}   |
| {\displaystyle {\mathcal {N}}=1}         | {\displaystyle k'=k+h^{\vee }(G)/2} |
| {\displaystyle {\mathcal {N}}=2,3}       | {\displaystyle k'=k}                |

## 초대칭 천-사이먼스 이론
순수 천-사이먼스 이론에 마요라나 페르미온을 추가하여,  초대칭 천-사이먼스 이론(영어: supersymmetric Chern–Simons theory)을 만들 수 있다. 이 경우 페르미온은 운동 에너지 항이 없어 국소적 자유도를 갖지 않는다. 이렇게 하여 {\displaystyle {\mathcal {N}}=1,2,4} 초대칭 천-사이먼스 이론을 정의할 수 있다.
예를 들어, {\displaystyle {\mathcal {N}}=1} 초대칭 천-사이먼스 이론의 경우, 게이지 보손 {\displaystyle A}에 대응하는 마요라나 게이지노 {\displaystyle \lambda }를 추가하면 작용은 다음과 같다.
{\displaystyle S={\frac {k}{4\pi }}\int _{M}\operatorname {tr} \left(A\wedge \mathrm {d} A-{\frac {2}{3}}iA\wedge A\wedge A-{\bar {\lambda }}\lambda \,\operatorname {vol} _{M}\right)}
여기서
- {\displaystyle \lambda }는 3차원 마요라나 스피너 장이다. 굽은 공간에서, 이는 필바인을 통해 정의된다.
- {\displaystyle \operatorname {vol} _{M}}은 {\displaystyle M}의 (3차) 부피 형식이다.

게이지노 장 {\displaystyle \lambda }의 작용은 리만 계량에 의존한다. 그러나 이는 운동항이 없어 보조장이므로, 페르미온의 경로 적분을 계산할 수 있고, 이렇게 페르미온을 적분해 없애면 원래 천-사이먼스 이론만이 남는다.
이 작용의 초대칭은 다음과 같다.:(5), (6)
{\displaystyle \delta A_{i}=\mathrm {i} {\bar {\epsilon }}\gamma _{\mu }\lambda }
{\displaystyle \delta \chi ={\frac {1}{2}}\gamma ^{\mu \nu }F_{\mu \nu }\epsilon }
여기서 {\displaystyle \epsilon }은 초대칭 매개 변수이다.
이는 물론 위상 양자장론으로서 (비초대칭) 천-사이먼스 이론과 같지만, 만약 천-사이먼스 항을 3차원 초대칭 게이지 이론에 추가할 경우 위와 같이 적절히 초대칭화된 천-사이먼스 항을 사용해야 한다.

## 응용

### 3차원 양자 중력
3차원 양자 중력은 천-사이먼스 이론의 일종이다. 이는 3차원에는 중력자가 국소적 질량껍질 위 자유도를 갖지 않기 때문에 가능하다.

### 매듭 이론
천-사이먼스 이론은 매듭 이론에서 핵심적인 역할을 한다. 존스 다항식과 홈플리 다항식은 천-사이먼스 이론의 윌슨 고리로 해석할 수 있다.

### 분수 양자 홀 효과
응집물질물리학에서, 천-사이먼스 이론은 분수 양자 홀 효과를 설명하는 데 쓰인다.

### 끈 이론
초대칭 천-사이먼스 이론은 끈 이론에서 자주 등장한다. D-막의 세계부피 이론의 작용은  천-사이먼스 형 항들을 포함하며, 겹친 M2-막 위에 존재하는 이론(ABJM 이론) 또한 천-사이먼스 이론의 일종이다. 또한, 천-사이먼스 이론은 등각 장론의 하나인 베스-추미노-위튼 모형과도 관련되어 있다.

## 역사
1978년에 알베르트 시바르츠가 아벨 게이지 군에 대한 천-사이먼스 이론을 최초로 고전적으로 다루었다.
1981년에 조너선 숀펠드(영어: Jonathan F. Schonfeld)가 3차원 양-밀스 이론에 천-사이먼스 항을 추가한 모형을 도입하였다. 1982년에 스탠리 데저(영어: Stanley Deser)와 로만 야츠키프(폴란드어: Roman Jackiw), 스티븐 템플턴(영어: Stephen Templeton)이 비아벨 천-사이먼스 항이 존재한다면 레벨이 양자화됨을 지적하였다.:977, (9):§Ⅲ.A, (3.15) 1986년에 그레그 저커먼(영어: Gregg J. Zuckerman)이 반단순 게이지 군에 대한 천-사이먼스 이론(즉, 양-밀스 항을 포함하지 않고, 오직 천-사이먼스 항만을 포함하는 이론)을 고전적으로 다루었다.
에드워드 위튼이 1989년에 반단순 게이지 군에 대한 천-사이먼스 이론을 양자화하였으며, 존스 다항식 및 베스-추미노-위튼 모형과의 관계를 밝혔다.
“천-사이먼스”라는 이름은 이 이론의 작용이 수학적으로 3차 천-사이먼스 형식이기 때문이다. 이는 천싱선과 제임스 해리스 사이먼스가 정의하였다.

## 같이 보기
- 게이지 이론 (수학)
- 천-사이먼스 형식
- 위상 양자장론
- 알렉산더 다항식
- 존스 다항식
- 스커미온